# Khāpa
Khāpa är en ort i Indien.   Den ligger i distriktet Nagpur och delstaten Maharashtra, i den centrala delen av landet, 800 km söder om huvudstaden New Delhi. Khāpa ligger 315 meter över havet och antalet invånare är 15 175.
Terrängen runt Khāpa är platt, och sluttar söderut. Runt Khāpa är det ganska tätbefolkat, med 179 invånare per kvadratkilometer. Närmaste större samhälle är Saoner, 7,5 km sydväst om Khāpa. Omgivningarna runt Khāpa är en mosaik av jordbruksmark och naturlig växtlighet.